# Chongichthyidae
Famille
Les Chongichthyidae sont une famille fossile de poissons à nageoires rayonnées de l’ordre des Elopiformes qui ont vécu lors de l’Oxfordien du Jurassique supérieur. Un seul genre est connu, Chongichthys (Arratia, 1982).

## Classification
La famille Chongichthyidae est créée et décrite en 1982 par la paléontologue et ichtyologiste chilienne María Gloria Eliana Arratia Fuentes (d),. 

## Répartition
Des restes fossiles de Chongichthyidae ont été mis au jour au Chili.

### Publication originale
- [1982] (en) Gloria Arratia (d), « Chongichthys dentatus, new genus and species, from the Late Jurassic of Chile (Pisces: Teleostei: Chongichthyidae, new family) », Journal of Vertebrate Paleontology, vol. 2, no 2,‎ 1982, p. 133-149. .